# NGC 7796
NGC 7796 је елиптична галаксија у сазвежђу Феникс која се налази на NGC листи објеката дубоког неба.
Деклинација објекта је - 55° 27' 29" а ректасцензија 23h 58m 59,7s. Привидна величина (магнитуда) објекта NGC 7796 износи 11,5 а фотографска магнитуда 12,5. Налази се на удаљености од 49,9000 милиона парсека од Сунца. NGC 7796 је још познат и под ознакама ESO 149-7, AM 2356-554, PGC 73126.